# Trois morceaux pour clavier
Tři klavírní kusy
Les Trois morceaux pour clavier (en tchèque : Tři klavírní kusy), op. 9, est un recueil de trois pièces pour piano écrites par la compositrice tchèque Vítězslava Kaprálová en 1935.

## Contexte et création
Vítězslava Kaprálová compose d'abord la Passacaille Grotesque qu'elle modifiera et développera pour l'intégrer ensuite aux Trois morceaux pour clavier. Elle compose ensuite en décembre 1935 deux autres pages qui formeront ensemble le triptyque.
L'œuvre est créée par Karel Šolc à la Société de concert Přítomnost, salle de l'Umělecká beseda à Prague, le 23 octobre 1936. La première radiodiffusion de l'œuvre se fait par Ludvík Kundera le 15 octobre 1937.

## Structure
L'œuvre se compose de trois mouvements :
1. Prelude, Moderato e cantabile
2. Canon à l'écrevisse (en tchèque : Krab Kanon)
3. Passacaille Scherzo (en tchèque : Scherzová Passacaglia)

## Analyse

### Prelude, Moderato e cantabile
Le premier morceau est en la mineur dont les premières mesures rappellent le dessin mélodique du thème principal du premier mouvement de la Sonate appassionata. Il annonce aussi le sujet de la fugue du Quatuor à cordes no 3 de Vítězslav Novák, publié deux ans plus tard. Le thème est ensuite varié avec des triolets qui s'étoffent harmoniquement et vont durcir la tonalité. La deuxième variation présente des accords plus sombres, tandis que la troisième se fait plus impressionniste. La répétition littérale de la première variation qui initie la quatrième se termine par des doubles croches qui vont crescendo. La dernière section, massive et chromatique, s'appaise dans les dernières mesures qui ramène la tonique après des modulations tonales comme modales.

### Canon à l'écrevisse
Le deuxième morceau présente un exercice de contrepoint imposé par Vítězslav Novák, sur un thème archaïque en mode éolien. La compositrice traite le sujet avec une rigueur très austère, tout en y intégrant à nouveau les triolets de noires typiques de la musique morave.

### Passacaille Scherzo
Le troisième morceau est une version alternative et développée de plus de quarante mesures ajoutées de la Passacaille Grotesque, mais aussi plus virtuose encore.